# Uzelothrips
Uzelothrips – rodzaj wciornastków z podrzędu pokładełkowych. Jedyny rodzaj monotypowej rodziny Uzelothripidae.

## Taksonomia
Joseph Douglas Hood w 1952 roku opisał nowy gatunek wciornastka, który umieścił we własnym rodzaju Uzelothrips i własnej rodzinie Uzelothripidae. Pozycja filogenetyczna Uzelothripidae w obrębie wciornastków jest niejasna. Kilka cech sprawia, że mimo braku u samic zewnętrznego pokładełka, Uzelothripidae zaliczane są do wciornastków pokładełkowych. Umieszczenie ich w tym podrzędzie ma jednak charakter prowizoryczny, a sam podrząd prawdopodobnie jest parafiletyczny. Bhatti w 2006 roku umieścił Uzelothripidae w monotypowej nadrodzine Uzelothripoideaw obrębie pokładełkowych. Możliwe, że rodzina ta jest wczesną odnogą Protothysanoptera. W 2012 roku P. i A. Nel opisali drugi, kolany gatunek rodzaju Uzelothrips na podstawie okazów z eoceńskiego bursztynu. Tym samym znane są obecnie dwa gatunki:
- †Uzelothrips eocenicus P. Nel et A. Nel, 2012
- Uzelothrips scabrosus Hood, 1952

## Morfologia
Osobniki dorosłe bardzo małe, zwykle bezskrzydłe. Powierzchnia ciała silnie urzeźbiona. Czułki wyjątkowe wśród wciornastków. Ich siódmy człon 30 razy dłuższy niż szeroki, a trzeci opatrzony okrągłym sensorium na stronie brzusznej. Skrzydła smukłe i zaokrąglone na wierzchołkach. Każdy tergit z wyraźnie płatkowatym craspedum na tylnym brzegu. Sternum ósmego i prawie cały dziewiąty (bez wierzchołka) segment odwłoka słabo zesklerotyzowane. Samice bez zewnętrznego pokładełka.

## Biologia i rozmieszczenie
U. scabrosus zasiedlają opadłe gałęzie, kłody i ściółkę. Żywią się prawdopodobnie grzybnią. Znane są z pojedynczych lokalizacji w Brazylii, Australii, Singapurze i Angoli. Bursztyn z U. eocenicus znaleziono w północnej Francji. Zarówno na kopalnych jak i współcześnie żyjących Uzelothrips spotyka się ciemno zabarwione strzępki grzybni z klasy Dothideomycetes.